# Klaus Trumpf
Klaus-Jürgen Trumpf (* 1940 in Görlitz) ist ein deutscher Kontrabassist und Hochschulprofessor.

## Leben und Wirken
Trumpf, dessen Vater ebenfalls Kontrabassist war, studierte von 1962 bis 1966 an der Hochschule für Musik Hanns Eisler Berlin im Hauptfach Kontrabass bei Horst Butter und schloss sein Staatsexamen mit Auszeichnung ab. Meisterkurse besuchte er unter anderem bei Hans Fryba, František Hertl und Ludwig Streicher. Neben dem Studium war er bereits ab 1961 Mitglied der Staatskapelle Berlin (Berliner Staatsoper) und wirkte dort von 1962 bis 1989 als Solokontrabassist. Mit dem Orchester absolvierte er internationale Konzertreisen. Parallel dazu hatte er ab 1967 einen Lehrauftrag an der Hochschule für Musik Hanns Eisler inne. Im Jahr 1972 wurde er zum Kammermusiker und 1980 zum Kammervirtuosen ernannt.
1989/90 war er Mitglied des Orchesters der Bayreuther Festspiele und beschloss 1989, nicht mehr in die DDR zurückzukehren. Als Professor für Kontrabass lehrte er ab 1991 an der Musikhochschule Saarbrücken und von 1994 bis 2007 an der Musikhochschule München. Er unterrichtete international Meisterkurse, initiierte internationale Symposien und wirkte als Juror bei internationalen Wettbewerben, zum Beispiel beim Internationalen Wettbewerb Markneukirchen, bei der Isle of Man International Double Bass Competition oder beim Internationalen Musikwettbewerb der ARD.
Einen Namen machte sich Trumpf zudem mit Forschungen zum Komponisten Johann Matthias Sperger, dessen Werkverzeichnis ihm zu Ehren Trumpf-Verzeichnis genannt wird. 2001 gründete er die Internationale Johann-Matthias-Sperger-Gesellschaft, deren Präsident er bis 2016 war. Auch ist er Spiritus rector des Internationalen Sperger-Wettbewerbes für Kontrabass.
1996 formierte er aus Studenten seiner Meisterklasse an der Musikhochschule München das Kontrabassquartett Bassiona Amorosa, das inzwischen auch als Kontrabass-Ensemble auftritt. Die Gruppe gastierte mehrfach in den USA, Asien und in vielen Ländern Europas und wurde das 2003 mit dem Europäischen Quartettpreis und 2014 mit dem ECHO-Klassik-Preis in der Kategorie „Klassik ohne Grenzen“ ausgezeichnet.
Trumpf machte als Solist mit dem Kontrabass Aufnahmen für Rundfunk und Fernsehen und spielte zahlreiche CDs ein. Auch ist er Herausgeber von Kontrabass-Literatur, darunter Erstausgaben.
Nach seiner Pensionierung ließ sich Trumpf in Potsdam nieder. 2024 wurde ihm das Bundesverdienstkreuz am Bande verliehen.

## Buchpublikationen
- Ein Kontrabass reist um die Welt. Erlebte Geschichte(n) eines Musikers. Autobiografie. BoD, Norderstedt 2014, ISBN 978-3-7386-8738-5.

- „...da er einer unserer besten Virtuosen ist.“ Johann-Matthias-Sperger – Leben und Werk. Schott Music, Mainz 2021, ISBN 978-3-95983-623-4.